# Amore, bugie e calcetto
Pour plus de détails, voir Fiche technique et Distribution.
Amore, bugie e calcetto est un film italien réalisé par Luca Lucini, sorti en 2010, avec Claudio Bisio, Filippo Nigro, Claudia Pandolfi, Chiara Mastalli et Andrea De Rosa (it) dans les rôles principaux.

## Synopsis
Chaque semaine, sept amis ont un rendez-vous qu'ils ne veulent pas manquer : un match de football. L’équipe participe à un tournoi amateur dont les vainqueurs affronteront les Old Boys, une équipe d’anciens joueurs professionnels.
Vittorio (Claudio Bisio), fringant cinquantenaire propriétaire d'une petite entreprise qui sponsorise le club, vit une nouvelle relation amoureuse dans les bras de Viola (Chiara Mastalli), sa petite amie, tout en maintenant une bonne entente avec son ex-femme, Diana (Angela Finocchiaro). Lele (Filippo Nigro) tente de sauver son mariage avec Silvia (Claudia Pandolfi). Adam (Andrea Bosca (it)), la vingtaine, est le fils de Vittorio et ne voudrait pas ressembler à son père, qu'il ne comprend pas. Piero (Andrea De Rosa (it)) est un étudiant incertain sur son avenir. Filippo (Pietro Sermonti (it)), agressif et cynique, utilise cette façade pour masquer ces sentiments. Venezia (Max Mazzotta (it)), un collègue de Vittorio, est un homme tranquille qui accepte sa place sur le banc, malgré d'évidentes qualités. Et Mina (Giuseppe Battiston) est un écrivain divorcé, fumeur invétéré, qui fait le nombre malgré de gros problèmes de santé.
Chaque semaine, sur le terrain comme dans la vie, chacun se révèle.

## Fiche technique
- Titre : Amore, bugie e calcetto
- Réalisation : Luca Lucini
- Scénario : Luca Lucini et Fabio Bonifacci (it)
- Photographie : Manfredo Archinto
- Montage : Fabrizio Rossetti
- Musique : Giuliano Taviani (it)
- Producteur : Riccardo Tozzi (it), Marco Chimenz et Giovanni Stabilini
- Société de production : Warner Bros. Pictures et Cattleya
- Pays de production :  Italie
- Langue : Italien
- Format : Couleur
- Genre : Comédie
- Durée : 115 minutes
- Dates de sortie :
  - Italie : 4 avril 2008
  - France : 24 janvier 2009 (Festival international du film de comédie de l'Alpe d'Huez)

## Distribution
- Claudio Bisio : Vittorio Trebbi
- Filippo Nigro : Lele
- Claudia Pandolfi : Silvia
- Giuseppe Battiston : il Mina
- Chiara Mastalli : Viola
- Andrea De Rosa (it) : Piero
- Pietro Sermonti (it) : Filippo
- Max Mazzotta (it) : il Venezia
- Angela Finocchiaro : Diana
- Marina Rocco (it) : Martina
- Andrea Bosca (it) : Adam
- Teresa Mannino (it)

## Autour du film
- Dans la dernière partie du film, les protagonistes affrontent l'équipe des Old Boys, une équipe d'anciens joueurs professionnels, dont Moreno Mannini, Salvatore Schillaci, Ruggiero Rizzitelli, Ivano Bonetti, Graziano Mannari (it) et Stefano Tacconi, avec pour entraineur Luigi Maifredi.

## Prix et distinctions
- Festival du film italien de Villerupt 2008 : Amilcar du public.
- Nomination au Ruban d'argent du meilleur sujet en 2008 pour Luca Lucini et Fabio Bonifacci (it).
- Nomination au Ruban d'argent de la meilleure actrice dans un second rôle en 2008 pour Angela Finocchiaro.
- Nomination au Ruban d'argent du meilleur producteur en 2008 pour Riccardo Tozzi (it), Marco Chimenz et Giovanni Stabilini.
- Festival du cinéma Italien de Bastia 2009 : Grand prix du jury et Prix du public.
- Festival international du film de comédie de l'Alpe d'Huez 2009 : coup de cœur de la profession.